# Ниндзя-защитник
«Ниндзя-защитник» (англ. Ninja - The Protector) — в этом боевике добрые ниндзя выступают против криминального авторитета: два брата, Уоррен, и Дэвид, пытаются победить злонамеренного фальшивомонетчика, который сделал их жизнь нищей.

## Сюжет
Когда общенациональная криминальная группировка наводняет страну поддельными деньгами, специальному международному полицейскому подразделению, возглавляемому ниндзя Джейсоном Хартом, поручают разорвать преступные сети, после чего начинаются смертельные разборки между белыми ниндзя добра и чёрными ниндзя-преступниками.

## В ролях
- Ричард Харрисон — мастер-ниндзя Гордон Андерсон
- Дэвид Боулс — Брюс
- Уоррен Чан
- Морна Ли
- Энди Чоровски
- Клиффорд Аллен
- Вера Чанг
- Майк Тьен
- Джойс Чоу
- Иветт Чанг
- Филлип Ко
- Мария Уэбер
- Дэнни Ванг

## Неточности фильма
В сцене схватки на пляже подругу Дэвида сталкивают в воду, но меньше чем через минуту её снова видно на пляже, причём совершенно сухую.

## Дополнительная информация
Теглайн фильма: «Только ниндзя может защитить ниндзя».
В разных странах фильм вышел под другими названиями:
- Франция: «La puissance de ninja»; на видео — «Ninja’s Terror»
- Бельгия: «Motor Devils Belgium» (на DVD, английское название)
- международное: «Ninja Protector» (английское название)
- Греция: «O kefalokynigos ton ninja»; на видео — «Ninja kommando»
- Западная Германия: «Ninja: The Story» (на видео)
- США: «Project Ninja Daredevils»
- Испания: «Proyecto ninjas del infierno»